# Gustavo Varela
Gustavo Antonio Varela Rodríguez (født 14. maj 1978 i Montevideo, Uruguay) er en uruguayansk tidligere fodboldspiller (kantspiller).
Varela spillede gennem sin karriere 24 kampe for det uruguayanske landshold. Han debuterede for holdet 15. november 2000 i en VM-kvalifikationskamp mod Bolivia. Han var en del af den uruguayanske trup til VM 2002 i Sydkorea/Japan, og spillede alle holdets kampe i turneringen, der endte med exit efter det indledende gruppespil.
På klubplan spillede Varela mange år i hjemlandet hos Montevideo-storklubben Nacional. Han havde også et syv år langt ophold hos Schalke 04 i den tyske Bundesliga.